# 89956 Leibacher
89956 Leibacher è un asteroide della fascia principale. Scoperto nel 2002, presenta un'orbita caratterizzata da un semiasse maggiore pari a 3,1715929 UA e da un'eccentricità di 0,1865817, inclinata di 19,31885° rispetto all'eclittica.
L'asteroide è dedicato all'astronomo statunitense John W. Leibacher.